# Penstemon pachyphyllus
Penstemon pachyphyllus är en grobladsväxtart som beskrevs av Asa Gray och Per Axel Rydberg. Penstemon pachyphyllus ingår i släktet penstemoner, och familjen grobladsväxter.

## Underarter
Arten delas in i följande underarter:
- P. p. congestus
- P. p. mucronatus